# Nkol Nguélé
Nkol Nguélé est un village du Cameroun situé dans le département de la Lekié et la région du Centre. Il fait partie de la commune d'Evodoula. C'est un village Eton, réputé pour sa poterie.